# Don Jon
Don Jon és una pel·lícula del 2013 escrita, dirigida i protagonitzada per Joseph Gordon-Levitt, produïda per Ram Bergman, amb les interpretacions de Scarlett Johansson, Julianne Moore, Rob Brown, Glenne Headly, Brie Larson i Tony Danza.

## Argument
En Jon Martello (Joseph Gordon-Levitt) és un Don Joan modern que es pren tot a la vida com si fossin sempre objectes, sobretot les dones. Els seus amics li diuen Don Jon per la seva habilitat per aconseguir dones atractives cada cap de setmana, sense excepció. Tot i així, les seves millors conquestes no es comparen amb l'èxtasi que aconsegueix només davant l'ordinador veient pornografia.

## Recepció
El cap d'edició d'Entertainment Weekly, Jess Cagle, l'anomenà «una de les millors pel·lícules que he vist en un festival», i escrigué: «Divertida, emocionant, intel·ligent i molt segura, Don Jon's Addiction a més és el debut com a director de Gordon-Levitt i el col·loca com un dels directors nous més interessants de Hollywood».